# Gustav Rösler (Komponist)
Gustav Rösler (* 2. September 1819 in Dessau; † 24. Februar 1883 ebenda) war ein deutscher Komponist und Musiklehrer.
Rösler studierte von 1835 bis 1838 in Dessau bei Friedrich Schneider Musiktheorie und Komposition. Einige Jahre später gründete er in einen Gesangverein, der in den folgenden Jahren mit Aufführung von Werken der Opernliteratur, aus der Zeit von Gluck bis Wagner, beim Dessauer Publikum großen Anklang fand. Auch eine eigene Oper nach Goethes Hermann und Dorothea (1852) wurde mehrfach aufgeführt und soll großen Zuspruch erfahren haben, sie blieb jedoch unveröffentlicht und fand auch im Werk Röslers keine Fortsetzung. Bei den Zeitgenossen wurde er bekannt mit einigen Liedkompositionen, vor allem aber durch seine in der Edition Peters erschienenen Klavierauszüge von rund hundert Bachkantaten und zahlreicher Oratorien, Opern und Orchesterwerke. Viele von ihnen bilden noch heute einen festen Bestandteil im Studium und in der Praxis des musikalischen Betriebs.
Rösler war verheiratet mit der Sängerin Louise Rust, Nachkommen sind nicht bekannt.